# نخوارگان
نخوارگان (پارسی میانه: Naxwaragān)، فرمانده‌ای در ارتش شاهنشاهی ساسانی و از کسانی بود که در جنگ لازستان حضور داشت. نام او در جنگ لازستان توسط مورخان بیزانسی ثبت شده است.او پس از مرگ مهر مهرویه به عنوان فرمانده عملیات در لازستان جایگزین شد. هنگامی که فرماندهی را به دست گرفت، اوضاع سیاسی به نفع ساسانیان بود، زیرا قتل گوبازس پادشاه لازستان توسط فرماندهان بیزانسی باعث بیگانگی لازی‌ها شده بود. نخوارگان پایگاه بیزانس در Archaeopolis را ویران کرد. در بهار سال ۵۵۶ (پس از میلاد)، نخوارگان با حمله به نسوس با قوای ۶۰۰۰۰ نفری، حمله جدیدی را آغاز کرد، جایی که مارتینوس و جاستینوس در آن حضور داشتند. پس از رد پیشنهادهای صلح او توسط مارتینوس، نخوارگان فازیس را محاصره کرد، اما به سختی شکست خورد. او سپس به کوتایس عقب نشینی کرد، کمی بعد فرماندهی قوا در لازستان را به وهریز  سپرد .